# Myszka smugogrzbieta
Myszka smugogrzbieta (Mus imberbis) – gatunek gryzonia z rodziny myszowatych (Muridae). Występuje endemicznie w Etiopii.

## Systematyka
Gatunek opisał w 1842 roku E. Rüppell, nadając mu nazwę Mus imberbis. W 1903 roku O. Thomas wprowadził dla niego rodzaj Muriculus, ale obecnie gatunek ponownie zaliczany jest do Mus. Jest to rzadko spotykany przedstawiciel unikalnej, endemicznej fauny wyżyn Etiopii.

## Biologia
Myszka smugogrzbieta żyje tylko w Etiopii, po obu stronach Rowu Abisyńskiego; jest znana tylko z czternastu stanowisk. Występuje od 1900 do 3400 m n.p.m. Prowadzi naziemny tryb życia, zamieszkuje wyżynne tereny trawiaste; w górach Semien była chwytana w domach ludzkich i może ją łączyć z człowiekiem komensalizm. Prowadzi nocny tryb życia, przypuszcza się, że jada ziarna. Gdyby jednak była owadożerna, to tłumaczyłoby to, dlaczego tak rzadko jest chwytana.

## Populacja
Nauka zna zaledwie 34 osobniki gatunku myszki smugogrzbietej i wydaje się on bardzo rzadki. Uważa się, że na skutek przekształceń środowiska jego populacja może maleć. Pomimo to Międzynarodowa Unia Ochrony Przyrody uznaje go od 2008 roku za gatunek najmniejszej troski. W 2004 roku była klasyfikowana jako gatunek zagrożony, a w 1996 i 1994 jako gatunek narażony na wyginięcie.